# Tresor de Príam

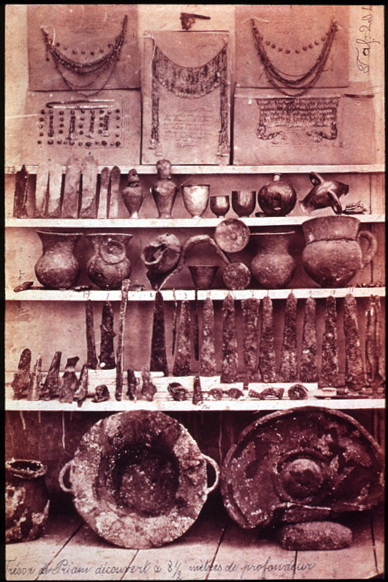
Foto del Tresor de Príam presa probablement abans de 1880

El Tresor de Príam consta de nombrosos objectes de metalls preciosos que l'arqueòleg Heinrich Schliemann afirmà haver trobat el 31 de maig de 1873 a una profunditat de 8 m i mig al lloc de l'antiga Troia. Des de 1945 aquest conjunt es troba al Museu Puixkin de Moscou.
La troballa es coneix científicament com Tresor A i Schliemann atribuí les peces trobades al rei Príam de Troia. Hui es pensa que aquesta atribució fou el resultat de l'entusiasme de Schliemann per trobar els llocs i objectes esmentats per Homer. En l'època, l'anàlisi estratigràfica de Troia encara no s'havia consolidat, i la feu posteriorment l'arqueòleg Carl William Blegen. La capa on el tresor de Príam es trobà era la de Troia II, mentre que Príam, segons la tradició, hauria estat habitant de Troia VI o VIIa, ocupades centenars d'anys després.

## Context
Amb la moderna història crítica, Troia i la Guerra de Troia es consignaren com a llegenda. Entre 1871 i 1890 Schliemann excavà un turó anomenat Hissarlik en l'Imperi Otomà, prop del poble de Chanak (Çanakkale) al nord-est d'Anatòlia. Ací descobrí les ruïnes d'una sèrie de ciutats antigues, que dataven des de l'edat del bronze al període romà. Schliemann declarà que una d'aquestes ciutats -al principi Troia I, i després Troia II- era la Troia cantada per Homer, i aquesta identificació s'acceptà àmpliament llavors.
Respecte a les troballes del 31 de maig de 1873, Schliemann informà:
"En aprofundir en l'excavació d'aquest mur, directament pel costat del palau del rei Príam, vaig trobar un gran objecte de coure, amb una forma extraordinària, que em cridà l'atenció, sobretot perquè en vaig veure or al darrere... Per retirar els tresors de la cobdícia dels meus treballadors, i salvar-lo per a l'arqueologia... vaig donar immediatament un «paidos» (descans per esmorzar)... Mentre els treballadors menjaven i descansaven, vaig extraure el tresor amb un ganivet... No hauria pogut, però, retirar el tresor sense l'ajut de la meua esposa, que s'embolicà al xal els objectes que jo havia separat i se'ls endugué d'allí".
Posteriorment, però, s'ha demostrat que Sophia Engastromenos, esposa de Schliemann, era a Atenes en el moment del descobriment.

## El tresor

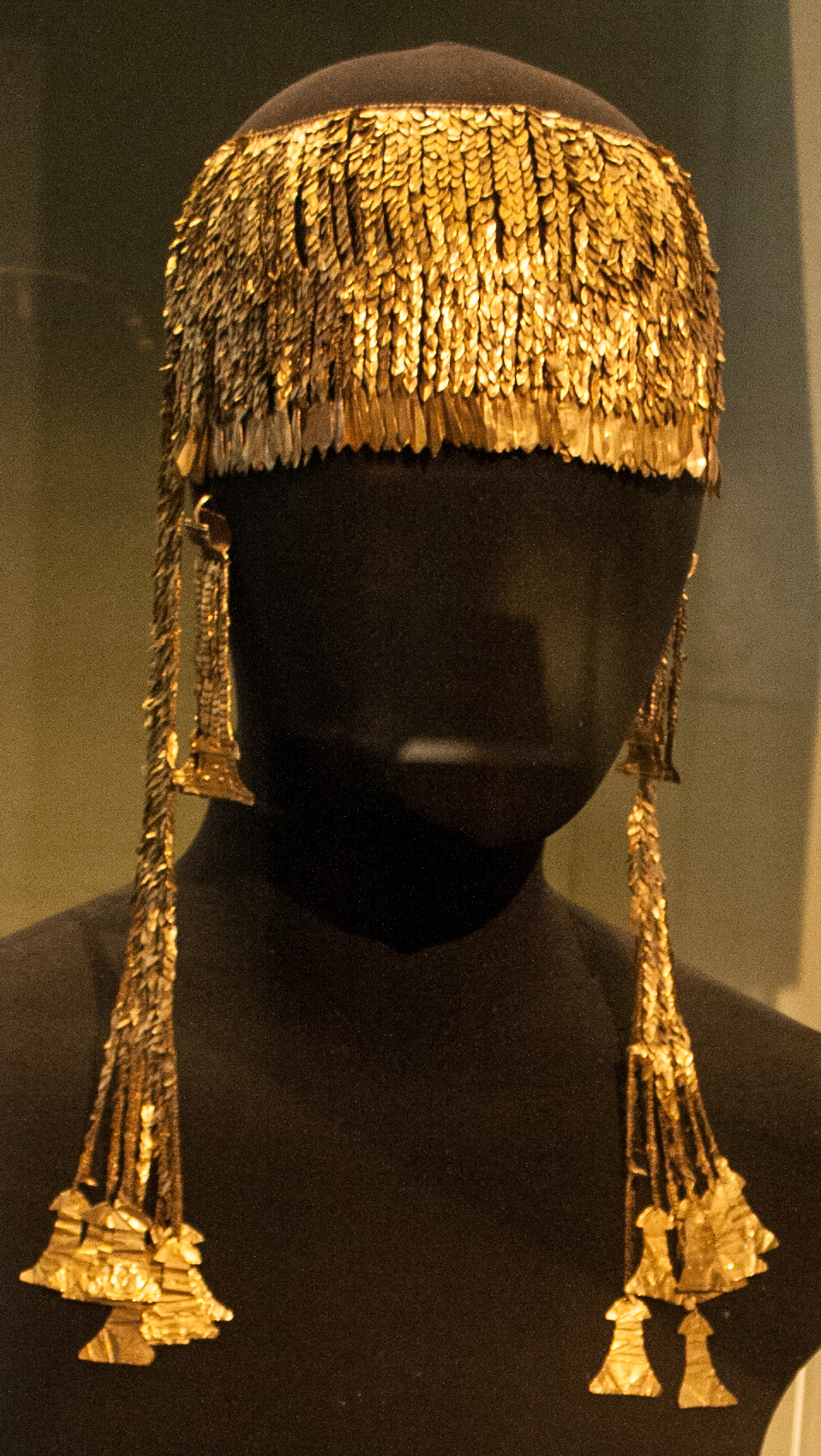
Una de les diademes amb penjolls d'or del tresor de Príam, Museu Puixkin

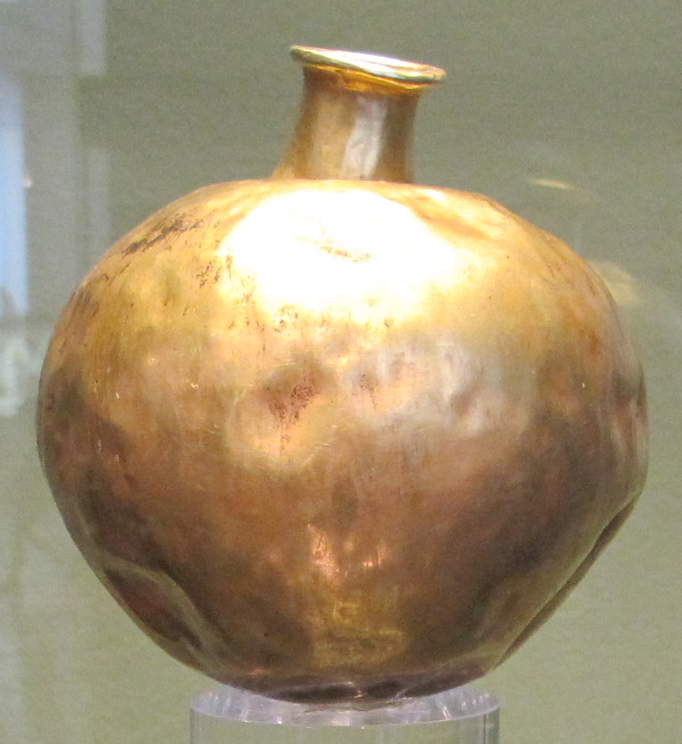
Ampolla d'or del tresor de Príam, Museu Puixkin

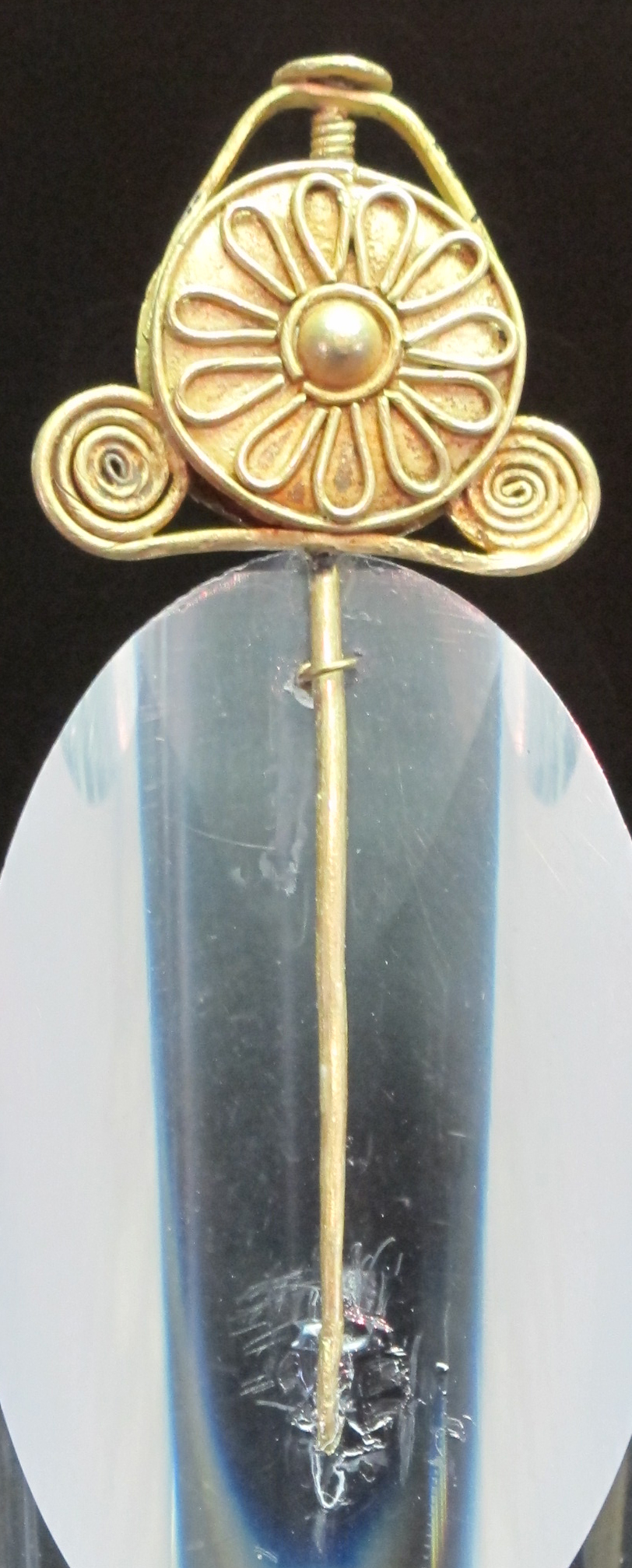
Fermall del «tresor O», Museu Puixkin

La llista (no exhaustiva) del catàleg del tresor és aquesta:
- Un escut de bronze.
- Un disc gran, proveït d'un omphalos[1] i d'un llarg mànec aplanat acabat en una sèrie de discs petits.[2]
- Un calder de coure amb nanses.
- Un artefacte de coure desconegut, potser el forrellat d'una arca.
- Una gerra gran d'argent que contenia dues diademes d'or (les "Joies d'Helena"), 8.750 anells d'or, botons i altres objectes petits (collarets i arracades), sis braçalets d'or, dues copes d'or.[3]
- Un got de coure.
- Una ampolla d'or llaurat.
- Dues copes, una d'or llaurat, i l'altra d'or fos.
- Diverses copes de terracota.
- Una copa d'or blanc (mescla d'or i argent).
- Sis fulles de ganivet d'argent forjat (que Schliemann usà després com a diners).
- Tres gots d'argent amb parts soldades de coure.
- Més copes i gots d'argent.
- Tretze puntes de llança, de coure.
- Catorze destrals de coure.
- Set dagues de coure.
- Altres objectes de coure amb la clau d'un bagul.

Tots els objectes s'organitzaren en conjunts el 1902 i s'anomenaren amb diferents lletres, de la A a la R.
El «tresor A», que és el que es coneix encara com a Tresor de Príam, es trobà en un nivell de cendres pertanyent a l'estrat de Troia II (2600-2300 ae) però és possible que algunes de les seues peces pertanguen a l'estrat de Troia III. S'ha datat entre els anys 2670 i 2570 ae amb radiocarboni sobre la porta de fusta en l'interior de la qual aparegué.

## Destinacions posteriors del tresor
Després del descobriment del tresor, Schliemann el traslladà a Grècia sense informar-ne les autoritats turques. Però, una volta a Atenes, Turquia reclamà el tresor i el cas es dugué als tribunals grecs, que el 1874 sentenciaren que Schliemann havia de pagar deu mil francs d'or al Museu de Constantinoble, però se li permetia conservar el tresor. Schliemann pagà quaranta mil francs d'or més i cedí la possessió d'algunes peces trobades a Troia al Museu de Constantinoble.
Després d'això, Schliemann prometé llegar el tresor a Grècia a canvi de posseir totes les troballes de tots els llocs on aconseguira el permís de realitzar excavacions, però les autoritats gregues rebutjaren la proposta.
El 1879, convençut per Rudolf Virchow, Schliemann donà el tresor a Alemanya. Arribà al Museu d'Arts i Oficis de Berlín fins que passà al nou Museu d'Etnologia.
Durant la presa de Berlín per l'exèrcit soviètic a la fi de la Segona Guerra Mundial, el tresor de Príam desaparegué. Alguns pensaren que l'or havia estat fos o que s'havia perdut per sempre, fins que el 1993 es confirmà que es trobava al Museu Puixkin de Moscou, on s'havia dut al 1945 com a botí de guerra.

## Autenticitat del tresor
Per algunes contradiccions en les indicacions realitzades per Schliemann sobre les circumstàncies del descobriment del tresor, se n'ha posat en dubte a vegades l'autenticitat.
El tresor fou fotografiat sense netejar poc després del descobriment, i l'arqueòleg Manfred Korfmann feu un estudi sobre el lloc de les ruïnes on es trobà. A hores d'ara l'autenticitat del tresor no ofereix dubtes entre la majoria d'erudits.